# Macintosh IIcx
Lancé par Apple plus d'un an après le Macintosh IIx, le Macintosh IIcx différait principalement de celui-ci par son silence de fonctionnement (en partie dû à son ventilateur plus silencieux). Il était dans un boîtier plus compact que celui des Macintosh II et IIx ; c'était de plus l'un des seuls Macintosh à pouvoir se positionner aussi bien en position verticale que horizontale. En contrepartie il ne possédait que trois slots NuBus au lieu de six.